# Waldemar Müller
Waldemar Mueller, Georg Waldemar Müller (ur. 28 czerwca 1851 w Lesznie, zm. 30 grudnia 1926 w Berlinie) – niemiecki prawnik, polityk, w latach 1884–1891 poseł do Reichstagu, w latach 1886–1890 nadburmistrz Poznania.

## Życiorys
Urodził się 28 czerwca 1851 roku w Lesznie w ewangelickiej  rodzinie jako syn Carla Georga Muellera i Mety Pauliny de domo Sprenkmann .
W 1868 roku rozpoczął studia prawnicze w Lipsku, które następnie kontynuował w Lozannie i Berlinie. Po ich ukończeniu w sierpniu 1871 roku rozpoczął aplikację sędziowską, w czerwcu 1876 roku został asesorem sądowym, a wkrótce potem asesorem rządowym (niem. Regierungsassessor). We wrześniu 1877 został landratem średzkim, a w październiku 1880 roku landratem kwidzyńskim. W latach 1881–1885 był jednocześnie deputowanym Landtagu Prowincji Prus Zachodnich. W 1884 roku został wybrany w 1. okręgu wyborczym Marienwerder-Stuhm rejencji kwidzyńskiej posłem do Reichstagu 6. kadencji z ramienia liberalno-konserwatywnej Niemieckiej Partii Rzeszy.
W 1885 roku wyniku wakatu na stanowisku nadburmistrza Poznania, związanym z niezaakceptowaniem przez władze państwowe wyboru na to stanowisko Jarosława Hersego, objął stanowisko I burmistrza sprawującego rządowy zarząd komisaryczny wspólnie z II burmistrzem Albertem Cäsarem Kalkowskim. W styczniu następnego roku Rada Miasta Poznania wybrała go na nadburmistrza miasta. W związku ze sprawowaniem urzędu stał się członkiem Izby Panów – izby wyższej pruskiego Landtagu. W 1887 i 1890 uzyskał reelekcję w wyborach do Reichstagu. W 1890 roku został również wybrany jednym z sekretarzy Reichstagu.
W związku z otrzymaniem w 1890 roku posady w zarządzie Reichsbanku zrezygnował ze stanowiska nadburmistrza Poznania i przeniósł się do Berlina. 4 lutego 1891 roku zrezygnował również z mandatu deputowanego w Reichstagu. W 1896 roku zrezygnował ze stanowiska w Banku Rzeszy obejmując stanowisko członka zarządu Dresdner Banku, a w 1914 został przewodniczącym jego rady nadzorczej. Odpowiedzialny był za inwestycje Dresdner Banku w przedsiębiorstwa związane z przemysłem wydobywczym i hutniczym w Zagłębiu Ruhry oraz w elektryfikację Niemiec.
Zmarł 30 grudnia 1924 roku. Został pochowany na podberlińskim cmentarzu Südwestkirchhof w Stahnsdorf.